# Corydoras oiapoquensis
Corydoras oiapoquensis és una espècie de peix de la família dels cal·líctids i de l'ordre dels siluriformes.
Els adults poden assolir els 4,5 cm de longitud total. Es troba a Sud-amèrica: conca del riu Oyapock.